# Тиунова, Софья Александровна
Со́фья Алекса́ндровна Тиуно́ва (1925—2015) — российская актриса театра и кино.

## Биография
Родилась 21 сентября 1925 года.
В конце 1930-х — начале 1940-х занималась в драматической студии при Свердловском Дворце пионеров.
В 1948 году окончила Свердловский театральный институт.
Работала в ряде уральских театров: Ирбитском драматическом театре, Свердловском ТЮЗе, Нижнетагильском драматическом театре, Ульяновском драматическом театре, Каменск-Уральском драматическом театре.
С 1948 года по 1990 год работала в Свердловском театре драмы.
Умерла 21 июня 2015 года в Екатеринбурге.

## Фильмография
- 1987 — Команда «33» —
- 1990 — Убийца —
- 1991 — Группа риска — Порфирьевна (мини-сериал)
- 1992 — Вверх тормашками —
- 1993 — Макаров —
- 1993 — Сыскное бюро «Феликс» —
- 1994 — Самолёт летит в Россию —
- 1995 — Стендовые испытания —  (к/м)
- 2001 — На полпути в Париж —
- 2001 — Ехали два шофёра — бабка
- 2004 — Правда о щелпах —